# 299
El 299 (CCXCIX) fou un any comú començat en diumenge del calendari julià.

## Esdeveniments
- L'emperador romà, Galeri, i el xahanxà sassànida, Narses, signen el tractat de Nisibis.[1]